# Rotemobodtjärnen
Rotemobodtjärnen är en sjö i Bollnäs kommun i Hälsingland och ingår i Hamrångeåns huvudavrinningsområde. Sjön är 13,1 meter djup, har en yta på 0,121 kvadratkilometer och befinner sig 295,1 meter över havet. Sjön avvattnas av vattendraget Vrångån.

## Delavrinningsområde
Rotemobodtjärnen ingår i det delavrinningsområde (677596-154061) som SMHI kallar för Ovan 677513-154090. Medelhöjden är 309 meter över havet och ytan är 1,53 kvadratkilometer. Det finns inga avrinningsområden uppströms utan avrinningsområdet är högsta punkten. Vrångån som avvattnar avrinningsområdet har biflödesordning 2, vilket innebär att vattnet flödar genom totalt 2 vattendrag innan det når havet efter 55 kilometer. Avrinningsområdet består mestadels av skog (83 procent). Avrinningsområdet har 0,12 kvadratkilometer vattenytor vilket ger det en sjöprocent på 8 procent.